# پاتریک بت-داوید
پاتریک بت-دیوید (به انگلیسی: Patrick Bet-David)(زاده ۱۸ اکتبر ۱۹۷۸)، کارآفرین، نویسنده و یوتیوبر ایرانی‌-آمریکایی است. وی در سال ۲۰۰۹، یک سازمان بازاریابی بانام آژانس پی‌اچ‌پی که ارائه‌دهنده خدمات مالی و طیف وسیعی از محصولات از جمله بیمه عمر، مقرری و بیمه بهداشت و درمان است، بنیان‌گذاری نمود.

## آغاز زندگی
پاتریک بت-داوید در ۱۸ اکتبر ۱۹۷۸ از مادری ارمنی‌ تبار و پدری آشوریان تبار و در هنگام انقلاب ۱۳۵۷ در تهران زاده‌شد. خانواده‌اش در سال ۱۹۹۰ به ایالات متحده آمریکا مهاجرت نمودند و داوید در جوانی وارد نیروی هوایی ارتش ایالات متحده آمریکا گردید.

## زندگی حرفه‌ای
بت-داوید، پس‌از ترخیص از ارتش، کار خود را در قسمت خدمات مالی مورگان استنلی و ترانس‌امریکا آغاز نمود. در سال ۲۰۰۹، بت-دیوید تصمیم به آغاز یک جنگ ریاضتی به نام نجات آمریکا برای تشویق سرمایه‌گذاری آزاد و مسئولیت مالی گرفت. بعدها در همان سال، پاتریک اقدام به راه‌اندازی یک برنامه رادیویی هفتگی به نام نجات آمریکا در لس آنجلس نمود. برنامه‌ای که شامل ۵۲ قسمت مصاحبه نیم ساعته با میهمانان برجسته گوناگونی بود.
همچنین در سال ۲۰۰۹، بت-داوید، آژانس پی‌اچ‌پی را تأسیس و کمپین و مبارزه فکری برای آموزش خانواده‌ها دربارهٔ اهمیت تربیت مالی کودکان به راه انداخت و در اکتبر ۲۰۱۰ در یک برنامه تلویزیونی در شبکه فاکس نیوز به عنوان یکی‌ از متمرکزان روی کارآفرینی و سرمایه‌گذاری آزاد در آمریکا ظاهر شد.
بت-داوید همچنین یک وبلاگ‌نویس و نویسنده خبرگزاری‌های گوناگون در موضوعات مربوط به امور مالی شخصی است.

## کتاب‌ها
پاتریک بت دیوید پنج کتاب نگاشته‌است:
- انجام ناممکن: ۲۵ قانون برای انجام ناممکن
- طوفان کامل بعدی
- زندگی یک کارآفرین در ۹۰ صفحه: پشت هر داستانی یک داستان شگفت‌انگیز وجود دارد (مجموعه آموزش کارآفرینان)
- رها کنید و تحصیل کنید: یک مورد برای فکر کردن دوباره در مورد دانشگاه
- پنج حرکت بعدی شما: تسلط بر هنر استراتژی کسب و کار

۲۵ قانون برای انجام ناممکن، در سال ۲۰۱۱ منتشر شد و خواننده را با یک راهنمای گام‌به‌گام بازآفرینی هویت فرد، شناسایی علت و گام‌های بلند جسورانه برای به انجام رساندن کارهای بزرگ همراهی می‌کند.
طوفان بعدی، در سال ۲۰۱۲ منتشر شد و نگاهی دارد به چند بوم اقتصادی و رونق چشمگیر تجاری گذشته مانند بازار املاک و مستغلات در سال ۲۰۰۰ و بازار سهام اواخر ۱۹۹۰ و به عنوان شاخصی برای تجربه رونق بزرگ بعدی در صنعت و بازرگانی و اینکه چگونه خواننده می‌تواند با مدیریت زمان و درک بوم اقتصادی بعدی به سود دلخواه خود برسد.
پنج حرکت بعدی شما: تسلط بر هنر استراتژی کسب و کار (به انگلیسی: Your Next Five Moves) در سال ۲۰۲۱ منتشر شد. این کتاب در صدر فهرست پرفروش‌ترین آثار وال‌استریت ژورنال قرار گرفت.